# Зиз
«Зиз» — львівський журнал сатири і гумору (спочатку — півмісячник, опісля — місячник), який виходив між роками 1924-33. З перших років редагували: Осип Боднарович, Левко Лепкий та Едвард Козак (останній служив і за ілюстратора). Дописували: О. Бабій, М. Вороний, В. Гірний, Р. Голіян, Т. Крушельницький, Р. Купчинський, А. Курдидик і М. Рудницький.
Серед ілюстраторів журналу були Олександер Климко, Роман Чорній.